# Фалькенберг, Жорж
Жорж Фалькенберг (фр. Georges Falkenberg; 20 сентября 1854, Париж — 10 января 1940, Париж) — французский пианист, композитор и музыкальный педагог.

## Биография
Окончил Парижскую консерваторию (1877), ученик Жюля Массне, Александра Гильмана, Эмиля Дюрана и Жоржа Матиа. В дальнейшем преподавал там же, среди его учеников Клод Дельвенкур, Элиана Ришпен и Даниэль Эрикур, у Фалькенберга также начинал заниматься Оливье Мессиан, быстро отказавшийся от пианистической карьеры ради композиторской. Автор ряда фортепианных и вокальных сочинений, нескольких учебных пособий, в том числе «Педали фортепиано» (фр. Les pédales du piano; 1891). Под редакцией Фалькенберга на рубеже 1920-30-х гг. вышло полное собрание фортепианных произведений Феликса Мендельсона, в пяти томах.
Гильман посвятил своему ученику Жоржу Фалькенбергу «Идиллию» для фортепиано Op. 38 (1871); по этюду посвятили ему также Теодор Дюбуа и Бенжамен Годар.